# Tamyra Mensah-Stock
Tamyra Mariama Mensah-Stock (* 11. Oktober 1992) ist eine US-amerikanische Ringerin. Sie wurde 2019 Weltmeisterin in der Gewichtsklasse bis 68 kg Körpergewicht.

## Werdegang
Tamyra Mensah, verheiratete Stock, begann als Jugendliche in der Morton-Ranch-High-School in Katy, Texas, mit dem Ringen. 2010 und 2011 wurde sie Texas High-School Girls-Champion, nachdem sie 2009 schon einen 2. Platz belegt hatte. 2010 wurde sie auch US-amerikanische Junioren-Vizemeisterin. Nach der High-School besuchte sie die Wayland Baptist University (WBU). Als Studentenringerin wurde sie 2014 und 2017 WCWA (Women’s Collegiate Wrestling Association) Nationals-Champion, also US-amerikanische Meisterin dieses Verbandes. Außerdem belegte sie bei den US-Universitäten-Meisterschaften 2013 den 3. Platz und 2015 den 1. Platz.
2013 wurde Tamyra Mensah US-amerikanische Vizemeisterin und belegte 2014 bei den USA-Meisterschaften den 3. Platz. 2016, 2017 und 2018 wurde sie USA-Meisterin.
2015 belegte sie bei der US-amerikanischen Ausscheidung für die Weltmeisterschaften den 2. Platz und 2016 wurde sie Siegerin in der US-amerikanischen Ausscheidung (Trials) für die Olympischen Spiele 2016 in Rio de Janeiro. 2017, 2018 und 2019 siegte sie bei den US-amerikanischen Ausscheidungen für die Weltmeisterschaften.
Diese Erfolge erzielte sie in den Gewichtsklassen bis 67 kg, 68 kg oder 69 kg Körpergewicht.
Nach ihrer Aufnahme in die US-amerikanische Nationalmannschaft der Ringerinnen verlegte sie ihren Wohnsitz nach Colorado Springs und trainiert am dortigen Olympiastützpunkt des amerikanischen Ringerverbandes. Sie gehört dem Titan Mercury Wrestling Club an. Trainiert wird sie hauptsächlich von Aaron Meister, Johnny Cobb und Terry Steiner.
Ihre internationale Ringerkarriere begann mit der Teilnahme am Großen Preis von Spanien 2013 in der Gewichtsklasse bis 67 kg, wo sie gleich hinter Aline Focken aus Deutschland den 2. Platz belegte.
2014 wurde sie bei den Universitäten-Weltmeisterschaften in Pécs in der gleichen Gewichtsklasse Vizemeisterin hinter Dorothy Yeats aus Kanada.
2016 versuchte sich Tamyra Mensah bei drei Turnieren für die Teilnahme an den Olympischen Spielen in Rio de Janeiro zu qualifizieren. Dabei belegte sie im März 2016 in Frisco den 5. Platz, im April 2016 in Ulaan-Baatar hinter Ilana Kratysch, Israel und Maria Jose Acosta, Venezuela den 3. Platz und im Mai 2016 in Istanbul hinter Alina Stadnik-Machinja, Ukraine und Stigne Marie Store, Norwegen, wiederum den 3. Platz. Sie verpasste damit die Olympiaqualifikation knapp, wobei ihr jeweils ein 2. Platz gereicht hätte.
Im Januar 2017 siegte sie beim renommierten „Iwan-Yarigin“-Grand-Prix in Krasnojarsk in der Gewichtsklasse bis 69 kg vor Nasanburmaa Ochirbat, Mongolei, Scharchum Tumentsetseg und Elis Manolowa, Aserbaidschan. Bei den Weltmeisterschaften 2017 in Paris besiegte sie zunächst Alla Belinskaja aus der Ukraine, verlor dann aber gegen Han Yue aus China. Da diese das Finale nicht erreichte, schied sie aus und kam auf den 9. Platz.
Im Januar 2018 wiederholte sie ihren Sieg beim „Iwan-Yarigin“-Grand-Prix in Krasnojarsk, wobei sie im Finale Han Yue besiegte. Im Oktober 2018 startete sie bei den Weltmeisterschaften in Budapest in der Gewichtsklasse bis 68 kg Körpergewicht. Sie besiegte dort Yudaris Sanchez Rodriguez, Kuba und die Ex-Weltmeisterin Battsetseg Soronzonbold aus der Mongolei, unterlag aber im Halbfinale gegen Koumba Larroque aus Frankreich. In der Trostrunde sicherte sie sich aber mit einem Sieg über Olivi Grace Di Bacco aus Kanada eine Bronzemedaille.
Im Frühjahr 2019 siegte Tamyra Mensah wiederum beim „Iwan-Yarigin“-Grand-Prix in Krasnojarsk und beim „Dan-Kolow“ & „Nikola-Petrow“-Memorial in Russe und verwies dabei eine ganze Reihe von Weltklasse-Ringerinnen auf die Plätze. Im April 2019 wurde sie in Buenos Aires Panamerikanische Meisterin vor Yudaris Sanchez Rodriguez und im August 2019 in Lima Siegerin bei den Panamerikanischen Spielen, jeweils in der Gewichtsklasse bis 68 kg Körpergewicht.
Zum Höhepunkt ihrer bisherigen Laufbahn wurden dann die Weltmeisterschaften 2019 in Nur-Sultan (Kasachstan). Mit durchwegs überzeugenden und klaren Siegen über Michelle Montague, Neuseeland, Blessing Oborududu, Nigeria, die Olympiasiegerin von 2016 Sara Dosho, Japan, Anna Schell aus Deutschland und Jenny Fransson aus Schweden wurde sie in der Gewichtsklasse bis 68 kg Weltmeisterin.
Im März 2020 wurde Tamyra Mensah-Stock in Ottawa in überlegenem Stil Panamerikanische Meisterin in der Gewichtsklasse bis 68 kg. Sie gewann dabei alle vier Kämpfe, die sie zu bestreiten hatte vorzeitig, entweder durch technische Überlegenheit oder durch Fall. Auch ihre Finalgegnerin, die Kubanerin Yudaris Sanchez Rodriguez, schulterte sie.

## Internationale Erfolge
| Jahr | Platz | Wettbewerb                                          | Gewichtsklasse | Ergebnisse |
| 2013 | 2.    | Großer Preis von Spanien in Madrid                  | bis 67 kg      | hinter Aline Focken, Deutschland, vor Julia Pronzewitsch, Russland und Dorothy Yeats, Kanada                                                                                   |
| 2013 | 2.    | Internationales Turnier in Olympia/Griechenland     | bis 67 kg      | hinter Darima Sanschejewa, Russland |
| 2014 | 2.    | Universitäten-WM in Pécs                            | bis 67 kg      | hinter Dorothy Yeats, Kanada, vor Adina Popescu, Rumänien und Darima Sanschejewa                                                                                               |
| 2014 | 3.    | „Bill-Farrell“-Memorial Intern. in New York         | bis 69 kg      | hinter Randi Miller, und Veronica Carlsson, beide USA |
| 2015 | 1.    | Nordhagen-Classics in Calgary                       | bis 69 kg      | vor Celeste Rodriguez, Hilary und Kaleigh Jennings, alle Kanada |
| 2015 | 13.   | Klippan-Lady-Open                                   | bis 69 kg      | Siegerin: Zhou Feng, China, vor Luz Clara Vazquez, Argentinien |
| 2015 | 2.    | Großer Preis von Spanien in Madrid                  | bis 69 kg      | hinter Zhou Feng, vor Leah Ferguson Callahan, Kanada und Elena Piroschkowa, USA                                                                                                |
| 2015 | 2.    | „Bill-Farrell“-Memorial Intern. in New York         | bis 69 kg      | hinter Dorothy Yeats, vor Stacie Anaka, beide Kanada und Julia Salata, USA |
| 2016 | 3.    | UWW-Testturnier in Rio de Janeiro                   | bis 69 kg      | hinter Zhou Feng und Dorothy Yeats, gem. mit Natalja Worobjowa, Russland |
| 2016 | 5.    | Olympiaqualifikationsturnier in Frisco              | bis 69 kg      | hinter Dorothy Yeats, Gilda Maria Oliveira, Brasilien, Yudaris Sanchez Rodriguez, Kuba und Diana Paulina Miranda Gonzalez, Mexiko                                              |
| 2016 | 3.    | Olympiaqualifikationsturnier in Ulaan-Baatar        | bis 69 kg      | hinter Ilana Kratysch, Israel und Maria Jose Acosta, Venezuela, gemeinsam mit Alla Belinskaja, Ukraine                                                                         |
| 2016 | 3.    | Olympiaqualifikationsturnier in Istanbul            | bis 69 kg      | hinter Alina Stadnik-Machinja, Ukraine und Signe Marie Store, Norwegen, gemeinsam mit Viktoria Bobewa, Bulgarien                                                               |
| 2016 | 3.    | Canada-Cup in Guelph                                | bis 69 kg      | hinter Aline Focken und Julia Salata |
| 2016 | 3.    | Großer Preis von Spanien in Madrid                  | bis 69 kg      | hinter Jenny Fransson, Schweden und Natalja Worobjowa, gemeinsam mit Buse Tosun, Türkei                                                                                        |
| 2016 | 2.    | Golden-Grand-Prix in Baku                           | bis 69 kg      | hinter Masako Furuichi, Japan, vor Anastasia Bratschikowa, Russland und Elmira Sysdykowa, Kasachstan                                                                           |
| 2017 | 1.    | „Iwan-Yarigin“-Grand-Prix in Krasnojarsk            | bis 69 kg      | vor Nasanburmaa Ochirbat und Sharchum Tumentsetseg, beide Mongolei und Elis Manolowa, Aserbaidschan                                                                            |
| 2017 | 1.    | Großer Preis von Spanien in Madrid                  | bis 69 kg      | vor Galina Bulatowa, Russland, Forrell Ann Molinari, USA und Elmira Sysdykowa                                                                                                  |
| 2017 | 9.    | WM in Paris                                         | bis 69 kg      | nach einem Sieg über Alla Belinskaja und einer Niederlage gegen Han Yue, China                                                                                                 |
| 2017 | 2.    | „Dave-Schultz“-Memorial Intern. in Colorado Springs | bis 76 kg      | hinter Adeline Gray, USA, vor Victoria Francis und Rachel Watters, beide USA                                                                                                   |
| 2018 | 1.    | „Iwan-Yarigin“-Grand-Prix in Krasnojarsk            | bis 68 kg      | vor Han Yue, Yudaris Sanchez Rodriguez, Kuba und Xu Rui, China |
| 2018 | 3.    | Klippan-Lady-Open                                   | bis 68 kg      | hinter Danielle Lappage, Kanada und Alla Tscherkassowa, Ukraine, gemeinsam mit Olivia Grace Di Bacco, Kanada                                                                   |
| 2018 | 1.    | Großer Preis von Spanien in Madrid                  | bis 68 kg      | vor Jenny Fransson, Danuta Domikaityte, Litauen und Danielle Lappage |
| 2018 | 3.    | Poland-Open in Warschau                             | bis 68 kg      | hinter Alla Tscherkassowa und Dalma Caneva, Italien, gemeinsam mit Wang Jiao, China                                                                                            |
| 2018 | 3.    | WM in Budapest                                      | bis 68 kg      | nach Siegen über Yudaris Sanchez Rodriguez und Battsetseg Soronzonbold, Mongolei, einer Niederlage gegen Koumba Larroque, Frankreich und einem Sieg über Olivia Grace Di Bacco |
| 2019 | 1.    | „Iwan-Yarigin“-Grand-Prix in Krasnojarsk            | bis 72 kg      | vor Yuka Kagami, Japan, Ewgenia Sachartschenko, Russland und Nasanburmaa Ochirbat, Mongolei                                                                                    |
| 2019 | 1.    | „Dan-Kolow“ & „Nikola-Petrow“-Memorial in Russe     | bis 68 kg      | vor Bachtigul Baltasnijasowa, Usbekistan, Alla Tscherkassowa und Adéla Hanzlíčková, Tschechien                                                                                 |
| 2019 | 1.    | Panamerikanische Meisterschaften in Buenos Aires    | bis 68 kg      | vor Yudaris Sanchez Rodriguez, Ambar Michell Garnica Flores, Mexiko und Olivia Grace Di Bacco                                                                                  |
| 2019 | 1.    | City of Sassari Tournament                          | bis 68 kg      | vor Danielle Lappage, Divya Kakran, Indien und Anastasia Bratschikowa |
| 2019 | 1.    | Panamerikanische Spiele in Lima                     | bis 68 kg      | vor Olivia Grace Di Bacco, Yudaris Sanchez Rodriguez und Ambar Michell Garnica Flores                                                                                          |
| 2019 | 1.    | WM in Nur-Sultan (Kasachstan)                       | bis 68 kg      | nach Siegen über Michelle Montague, Neuseeland, Blessing Oborududu, Nigeria, Sara Dosho, Japan, Anna Schell, Deutschland und Jenny Fransson                                    |
| 2020 | 2.    | „Matteo-Pellicone“-Turnier in Rom                   | bis 68 kg      | hinter Zhou Feng, China, vor Blessing Oborududu und Danielle Lappage |
| 2020 | 1.    | Panamerikanische Meisterschaften in Ottawa          | bis 68 kg      | nach Siegen über Ambar Michell Garnica Flores, Tatjana Renteria, Kolumbien, Olivia Grace Di Bacco und Yudaris Sanchez Rodriguez                                                |

## Erfolge bei Nationalen Wettkämpfen
| Jahr | Platz | Wettbewerb                       | Gewichtsklasse | Ergebnisse                                            |
| 2013 | 2.    | USA-Meisterschaften              | bis 67 kg      |                                                       |
| 2013 | 3.    | US-Universitäten-Meisterschaften | bis 67 kg      |                                                       |
| 2014 | 1.    | WCWA-Nationals-Champ.            | bis 67 kg      |                                                       |
| 2014 | 3.    | USA-Meisterschaften              | bis 69 kg      |                                                       |
| 2015 | 1.    | US-Universitäten-Meisterschaften | bis 69 kg      |                                                       |
| 2015 | 2.    | WM-Ausscheidung (Trials)         | bis 69 kg      |                                                       |
| 2016 | 1.    | Olympiaausscheidung (Trials)     | bis 69 kg      | vor Brittany Roberts, Randi Miller und Julia Salata   |
| 2017 | 1.    | WCWA-Nationals-Champ.            | bis 69 kg      |                                                       |
| 2017 | 1.    | USA-Meisterschaften              | bis 69 kg      | vor Elena Piroschkowa, Niauni Hill und Rachel Watters |
| 2017 | 1.    | WM-Ausscheidung (Trials)         | bis 69 kg      |                                                       |
| 2018 | 1.    | USA-Meisterschaften              | bis 68 kg      | vor Randyll Beltz, Jasmine Bailey und Anna Naylor     |
| 2018 | 1.    | WM-Ausscheidung (Trials)         | bis 68 kg      |                                                       |
| 2019 | 1.    | WM-Ausscheidung (Trials)         | bis 68 kg      | vor Alex Glaude                                       |

Erläuterungen
- alle Wettkämpfe im freien Stil
- WM = Weltmeisterschaften
- „WCWA“ = Women’s Collegiate Wrestling Association
- „Trials“ = Ausscheidungswettkämpfe